# Нельссон, Виктор
Виктор Нельссон (дат. Victor Nelsson; род. 14 октября 1998, Хорнбек, Фредериксборг) — датский футболист, защитник клуба «Галатасарай», выступающий на правах аренды за итальянскую «Рому».

## Клубная карьера
Виктор является воспитанником «Норшеллана». Выступает за юношеский состав. С 2016 года привлекается к тренировкам с основной командой. 12 сентября 2016 года дебютировал в датской суперлиге поединком против «Орхуса», выйдя на замену на 87-й минуте матча вместо Матиаса Йенсена.
В августе 2021 года за 7 млн евро перешел из «Копенгагена» в «Галатасарай».

## Карьера в сборной
В 2016 году дебютировал в датской команде до 18-ти лет.

## Статистика

### Матчи Нельссона за сборную Дании
| Матчи Нельссона за сборную Дании | Матчи Нельссона за сборную Дании | Матчи Нельссона за сборную Дании | Матчи Нельссона за сборную Дании | Матчи Нельссона за сборную Дании | Матчи Нельссона за сборную Дании |
| -------------------------------- | -------------------------------- | -------------------------------- | -------------------------------- | -------------------------------- | -------------------------------- |
| №                                | Дата                             | Соперник                         | Счёт                             | Голы Нельссона                   | Соревнование                     |
| 1                                | 11 ноября 2020                   | Швеция                           | 2:0                              | —                                | Товарищеский матч                |
| 2                                | 4 сентября 2021                  | Фарерские острова                | 1:0                              | —                                | Чемпионат мира 2022 (отбор)      |
| 3                                | 26 марта 2022                    | Нидерланды                       | 2:4                              | —                                | Товарищеский матч                |
| 4                                | 29 марта 2022                    | Сербия                           | 3:0                              | —                                | Товарищеский матч                |
| 5                                | 3 июня 2022                      | Франция                          | 2:1                              | —                                | Лига наций УЕФА 2022/2023        |
| 6                                | 6 июня 2022                      | Австрия                          | 2:1                              | —                                | Лига наций УЕФА 2022/2023        |
| 7                                | 13 июня 2022                     | Австрия                          | 2:0                              | —                                | Лига наций УЕФА 2022/2023        |
| 8                                | 26 ноября 2022                   | Франция                          | 1:2                              | —                                | Чемпионат мира 2022              |
| 9                                | 23 марта 2023                    | Финляндия                        | 3:1                              | —                                | Чемпионат Европы 2024 (отбор)    |
| 10                               | 26 марта 2023                    | Казахстан                        | 2:3                              | —                                | Чемпионат Европы 2024 (отбор)    |
| 11                               | 23 марта 2024                    | Швейцария                        | 0:0                              | —                                | Товарищеский матч                |
| 12                               | 26 марта 2024                    | Фарерские острова                | 2:0                              | —                                | Товарищеский матч                |

Итого: 12 матчей / 0 голов; 8 побед, 1 ничья, 3 поражения.

## Достижения
«Галатасарай»
- Чемпион Турции (2): 2022/23, 2023/24
- Обладатель Суперкубка Турции: 2023